# Lynda Chouiten
Lynda Chouiten (fant يندة ويتن) một nhà văn người Algeria bằng tiếng Pháp. Cô là tác giả của một số cuốn sách, cô làm việc về Văn hóa và Văn học Pháp và Pháp ngữ, Văn hóa và Văn học hậu thuộc địa, Văn học so sánh, Văn học du lịch, Chủ nghĩa phương Đông, Đại diện văn hóa, Lý thuyết văn học, Văn học và Văn minh Anh (đặc biệt là Victoria), Nghị luận và Quyền lực, Nghiên cứu về giới.
Tiến sĩ Nghiên cứu Pháp tại Viện Nghiên cứu Moore thuộc Khoa học Xã hội và Nhân văn, Đại học Quốc gia Ireland, Galway. Bà là Trưởng ban Khoa học của Khoa Ngoại ngữ & Văn học (Đại học Boumerdes) từ tháng 9 năm 2015.

## Công trình
- Isabelle Eberhardt [3]
- Tiểu luận về các công trình phân tán, biểu hiện và lật đổ chính quyền [4]
- Thơ dịch "Chỉ trên im lặng" (Juste au-dessus du im lặng) của Anna Greki.[5]